# Republikken Italien (1802-1805)
 For alternative betydninger, se Italien (flertydig). (Se også artikler, som begynder med Italien)
Republikken Italien (Repubblica Italiana) var en republik i det nordlige Italien med fransk overherredømme. Det oprettedes i 1802 hvor Napoleon udnævnes som præsident for det nye land, der tidligere hed Cisalpinske Republik. Republikken bestod kun frem til 1805, hvor Napoleon ændrede det til et monarki (Kongeriget Italien), med sig selv som konge.
45°28′N 9°10′Ø / 45.47°N 9.17°Ø